# Ludwig Thiersch

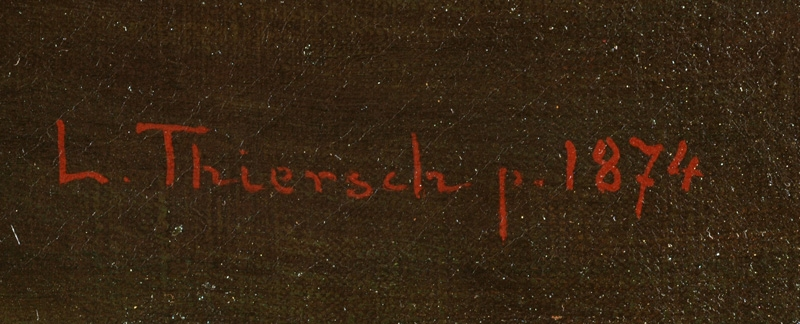
Ludwig Thierschs signatur på tavlan Unergründlich från 1874.

Ludwig Thiersch, född den 12 april 1825 i München, död där den 10 maj 1909, var en tysk målare. Han var son till Friedrich Thiersch.
Thiersch, som först studerade i sin hemstad för Ludwig Schwanthaler, Julius Schnorr och Karl Schorn, vistades i Rom 1849–1852, då han begav sig till Aten, där han blev professor vid konstskolan, och återkom till Tyskland 1855. 
Thiersch gjorde sig framför allt känd dels genom ämnen från antiken, dels genom kyrkligt måleri. Han utförde altarmålningar och annat för kyrkor i Wien, Sankt Petersburg, München, London, Paris och Jerusalem. För rådhuset i Aten målade han Paulus predikar i Aten. Thiersch målade även genrebilder från bayerska höglandet.